# 마리안느 코흐

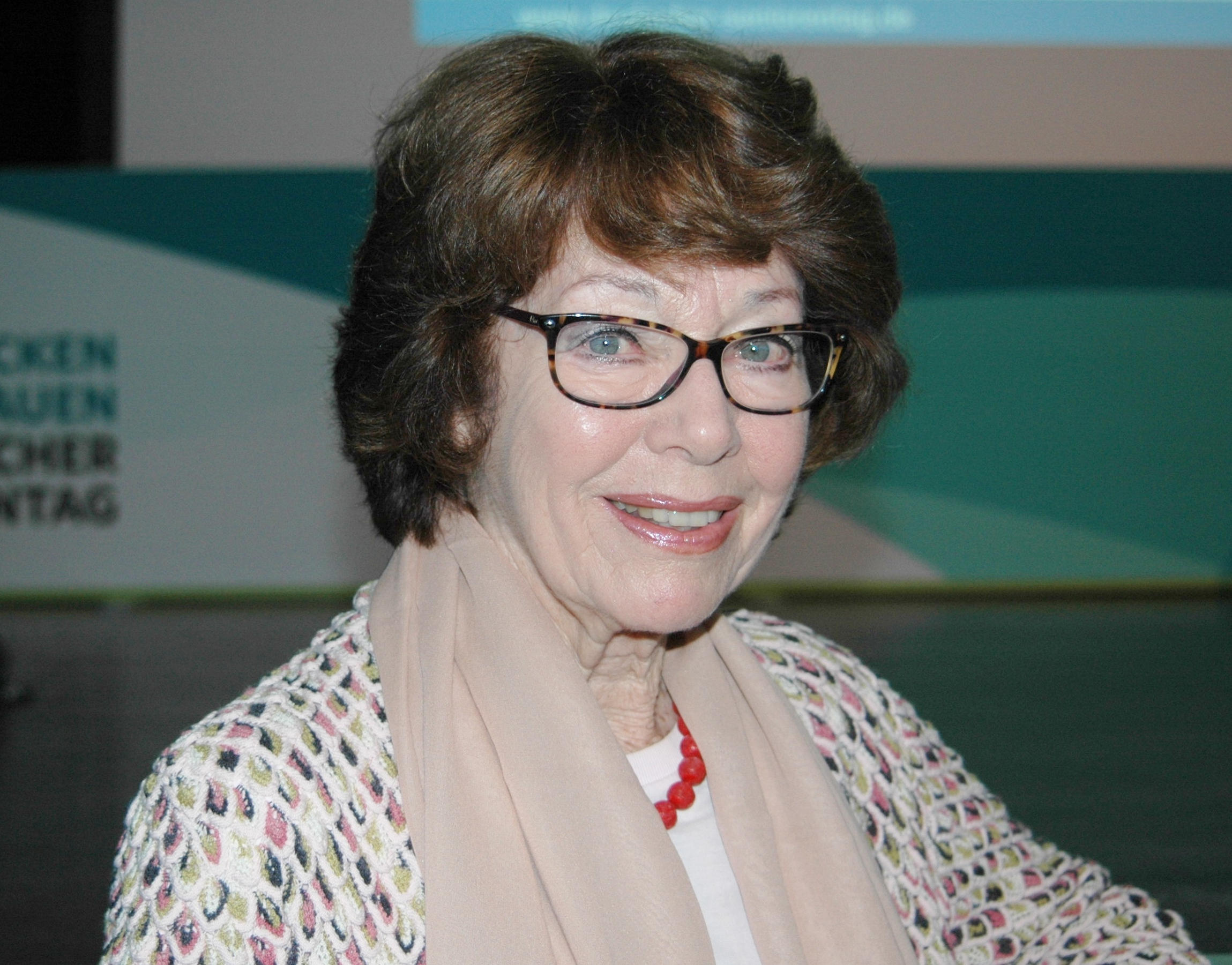

마리안느 코흐(Marianne Koch, 1931년 8월 19일 ~ )는 독일의 TV 사회자, 의사, 영화배우, 작가이다.
뮌헨에서 태어났다.

## 도서
- 신체지능
- 놀라운 우리 몸 이야기
- 소중한 우리 몸 이야기
- 놀라운 우리 몸 이야기

## 영화
- 황야의 무법자 (1964년) - 마리솔 역
- 스포트라이트 온 어 머더러 (1961년)
- 나폴레옹 2세 (1961년)
- 아프리카의 별 (1957년)
- 악마의 장군 (1955년)
- 나이트 피플 (1954년)